# Igor Szkukalek
Igor Szkukalek (* 1. července 1976, Zemianska Olča) je bývalý slovenský fotbalista, pravý obránce.

## Fotbalová kariéra
Hrál za FC DAC 1904 Dunajská Streda, FK AS Trenčín, SFC Opava, 1. FK Drnovice, Ferencvárosi TC, Lombard-Pápa TFC a Vecsési FC. V roce 2004 vyhrál s týmem Ferencvárosi TC maďarskou ligu. V Poháru UEFA nastoupil v 5 utkáních, v kvalifikaci Ligy mistrů UEFA nastoupil ve 2 utkáních a v kvalifikaci Poháru UEFA nastoupil ve 3 utkáních a dal 1 gól.

## Ligová bilance
| Ročník                               | Zápasy | Góly | Klub             |
| ------------------------------------ | ------ | ---- | ---------------- |
| Gambrinus liga 1999/2000             | 29     | 0    | SFC Opava        |
| Gambrinus liga 2000/2001             | 8      | 0    | 1. FK Drnovice   |
| 1. maďarská fotbalová liga 2001/2002 | -      | -    | Ferencvárosi TC  |
| 1. maďarská fotbalová liga 2002/2003 | -      | -    | Ferencvárosi TC  |
| 1. maďarská fotbalová liga 2003/2004 | 14     | 0    | Ferencvárosi TC  |
| 1. maďarská fotbalová liga 2004/2005 | -      | -    | Ferencvárosi TC  |
| 1. maďarská fotbalová liga 2005/2006 | 14     | 0    | Lombard-Pápa TFC |
| CELKEM 1. česká liga                 | 37     | 0    |                  |